# Harald Banter
Harald Banter (* 16. März 1930 in Berlin als Gerd von Wysocki) ist ein deutscher Komponist, Arrangeur, Musikproduzent und Bandleader.

## Leben und Wirken
Gerd von Wysocki war einer von zwei Söhnen des künstlerischen Leiters der Schallplattenfirma Lindström-ODEON Georg von Wysocki und der Edith von Wysocki, geborene Frank, die zum Katholizismus konvertierte, gebürtige Jüdin war. Die Ehe wurde 1936 geschieden, die Söhne wuchsen beim Vater auf, der ein zweites Mal heiratete. Edith Frank heiratete um 1940 noch Victor Domkiewicz; beide und ihre acht Monate alte Tochter wurden am 26. Februar 1943 in das KZ Auschwitz deportiert und ermordet.
Er wurde 1947 Kompositionsschüler von Johannes Pranschke und Georg Haentzschel und nach einer Ausbildung zum Tonmeister beim Berliner Rundfunk 1950 Musikredakteur beim späteren Westdeutschen Rundfunk Köln (WDR) und gründete im November 1952 das Harald Banter Ensemble zu welchem Zweck er auch den Künstlernamen annahm. Im Kölner Gürzenich bestritt er 1956 das erste Jazzkonzert (u. a. mit Albert Mangelsdorff, Wolfgang Sauer und seinem eigenen Ensemble). Zusammen mit dem Modern Jazz Quartet führte er 1958 auf der Stuttgarter Woche der Leichten Musik die Zwölftonkomposition Twelve by Eleven von Gunther Schuller auf. Aus der projektweise zusammentretenden kleinen Big Band, zu der Musiker wie Heinz Hötter, Friedel Berlipp und Manfred Schoof gehörten, entstand 1962 die Media Band des WDR. Die auf Jazz, Tanzmusik und Kammermusik fokussierte Band war fester Bestandteil auf öffentlichen Veranstaltungen des WDR. Darüber hinaus gab es wöchentlich Musiksendungen mit diesem Ensemble. Für das Ballett Marathona di danza (1957) von Hans Werner Henze für Symphonieorchester und Jazzband schrieb Banter in Zusammenarbeit mit Henze die Jazzparts. Als Komponist, Arrangeur und Dirigent arbeitete er in diesen Jahren auch zusammen mit Hermann Scherchen und Bernd Alois Zimmermann, dessen Schüler er war. 1960 wurde ihm die Leitung einer Jazzklasse am Duisburger Konservatorium anvertraut. Für das Fernsehen schrieb Banter zahlreiche Filmmusiken. Seine wohl berühmteste Melodie ist Alfreds Thema aus der Fernsehserie Ein Herz und eine Seele, die er 1973 im Musette-Stil komponierte.
Auch war er in dieser Zeit mit der Media Band im Fernsehen bei den Tanzkurs-Sendungen Gestatten Sie? – Tanzunterricht mit dem Ehepaar Fern und Tanzparty mit dem Ehepaar Fern dabei. 1974 übernahm Banter beim WDR die Leitung der Sparte Unterhaltende Musik. Von 1982 bis 1995 realisierte er als Produzent des Kölner Rundfunkorchesters Aufführungen und Aufnahmen verschollener Opern und Operetten, beispielsweise von Kurt Weill, Jacques Offenbach und Franz von Suppè. Daneben leitete er zwölf Jahre lang das Ensemble vier plus sechs, mit dem er Jazz in eigenen Arrangements aufnahm.
Unter seinen Kompositionen sind besonders erwähnenswert sein konzertanter Jazz-Traumspiegel, das Ballett Diana Sorpresa, die Märchenbilder-Suite, das Stück Muse aus Soundland, die sinfonische Ouvertüre Prolog 2000, Amores (Liebeselegien) für Sprecher, Chor und Jazz-Orchester nach Texten von Ovid, das rhapsodische Konzert für Cello und Orchester Phädra, Die Reise als Werk für gemischten Chor und Orchester (nach Texten von Baudelaire) und die Oper Der blaue Vogel sowie die Chorwerke Heidebilder und Die Sterne nach Texten von Annette von Droste-Hülshoff.
Seine Schwester ist die Essayistin, Theater- und Prosaautorin Gisela von Wysocki. Seine Tochter Cordula von Wysocki leitet die Tageszeitung Kölnische Rundschau als Chefredakteurin.

## Preise und Auszeichnungen
1992 erhielt er das Silberne Blatt der Dramatiker Union, 1993 die „Medaille für Verdienste um die deutsche Musik“ des Deutschen Komponistenverbandes, 1994 verlieh ihm die Landesregierung von Nordrhein-Westfalen den Titel des Honorarprofessors. Seit 1996 ist er Ehrenmitglied der GEMA, deren Aufsichtsrat er mehr als 30 Jahre angehörte. Ab der Gründung des Deutschen Komponistenarchivs im Europäischen Zentrum der Künste Hellerau im Jahre 2005 war Harald Banter Vorsitzender des Beirats.

## Veröffentlichungen (Auswahl)
- Ton-Folgen. Ein Leben mit richtigen und falschen Noten. ConBrio, Regensburg 2002, ISBN 3932581571.
- Akkord-Lexikon. 1.400 Harmoniesymbole auf einen Blick. Schott, Mainz (= Edition Schott, Band 6994).